# Joachim Michael Geuss
Joachim Michael Geuss, född 23 augusti 1745 i Krummendich i Wilstermarsch, död 29 november 1786, var en dansk matematiker.
Geuss, som var prästson, studerade 1762–1766 vid gymnasiet i Altona, kom därefter till Kiel och därifrån till Köpenhamn, där han bland annat var anställd som informator. År 1769 blev han informator i matematik och fortifikation för landkadetterna, och under Johann Friedrich Struensee utnämndes han till rektor för en planerad realskola, som dock ej blev av. År 1774 blev han e.o. professor i matematik vid Köpenhamns universitet och 1782 ordinarie professor.
Geuss ägnade sig emellertid åt annat än sin vetenskap; hans förste tryckta arbete (1766) är avhandling till en disputation i Altona om italienska språkets ursprung, i Köpenhamn översatte han en del böcker och skrev recensioner. Slutligen var han verksam i det 1769 inrättade Det Kongelige Danske Landhusholdningsselskab. Han blev medlem av detta 1773 och var från 1779 till sin död dess president; han var främst medlem av dess konstkommission och dess prisskriftskommission. Störst betydelse hade han kanske som matematisk militärförfattare, främst på sprängningskonstens område; hans böcker om detta ämne (1774 och 1776) blev uppmärksammade, och han var samtidig medarbetare i Andreas Böhms "Magazin für Ingenieurs und Artilleristen" i Giessen.
Geuss var medlem av Det Kongelige Danske Videnskabernes Selskab i Köpenhamn (från 1779) och Det Kongelige Norske Videnskabers Selskab i Trondheim samt av Kungliga Fysiografiska Sällskapet i Lund. Vid sin död efterlämnade han en ganska betydande teknisk boksamling.